# 左大将 (且鞮侯单于之子)
左大将（?—?），匈奴且鞮侯单于的次子，狐鹿姑单于的弟弟。
前96年，且鞮侯单于去世时，狐鹿姑担任左贤王，其弟为左大将。当时，左贤王未能及时到达，贵族便立左大将为单于。左贤王知道后，不敢回来，左大将派人请他，表示要让位给哥哥。左贤王一再推辞，左大将说：“如果你过意不去，要是你不幸而死，就传位给我。”左贤王只好登位，就是狐鹿姑单于，以左大将为左贤王。数年后，左大将去世，狐鹿姑单于没有以他的儿子先贤掸为左贤王，而是以自己的儿子壺衍鞮为左贤王。

## 子女
- 乌禅幕妻
- 车犁单于
- 日逐王先贤掸